# Abbaye Saint-Josse de Dommartin
Pour les articles homonymes, voir Saint-Josse et Dommartin.
L'Abbaye Saint-Josse de Dommartin est une abbaye de l'Ordre des chanoines réguliers de Prémontré, fondée au XIIe siècle à Tortefontaine (Pas-de-Calais), sur les pentes de la vallée de l'Authie. Elle n'est plus aujourd'hui occupée par des religieux. Plusieurs propriétaires privés se partagent les restes de son domaine.

## Histoire

### La fondation auXIIesiècle
En 1131, à la mort du père Milon fondateur de la communauté de Prémontrés établie à Saint-Josse-au-Bois en 1125, Adam († 1166) est élu nouvel abbé. Ce dernier initie alors les travaux d'une vaste église au lieu-dit Dommartin qui préfigure la future installation de l'abbaye en ce lieu.
En 1161, l'abbaye est transférée au hameau de Dommartin en un lieu plus favorable situé sur le flanc Nord de la vallée de l'Authie et deux années plus tard l'église, devenue abbatiale, et dont les travaux avaient commencé dès 1153, est consacrée. De type gothique primitif, elle mesure 89 m. de long pour 26 m. de largeur et autant de hauteur.
En 1170-1171, Pharamus de Tingry, seigneur de Tingry, vient à l'abbaye avec sa femme Mathilde et sa fille Sibille, épouse d'Enguerrand de Fiennes. Il donne au monastère la dîme de la paroisse de Sumbres ou Sombres, (paroisse située sur l'actuel Wissant).

### L'extension de l'abbaye au XIIIe siècle
Durant les XIIe et XIIIe siècles, l'abbaye étend fortement son domaine grâce à quelques achats, legs et concessions. Une partie d'entre eux furent contestés, parfois violemment. Les fils et beau-fils d'Hugues Colet (Enguerrand, Waldric, Bartélémy et Robert) notamment, après le retour de ce dernier de Jérusalem, cherchèrent querelles à la communauté.
En 1249, l'abbaye de Dommartin se voit confier l'autel de Mouriez.

### Epoque moderne
Après les invasions espagnoles des XVIe et XVIIIe siècles, des bâtiments ont été reconstruits aux XVIIe et XVIIIe siècles.

### Epoque contemporaine
Comme toutes les autres abbayes, prieurés et couvents, l'abbaye de Dommartin fut supprimé à la Révolution française, les bâtiments et les terres furent déclarés bien national et mis en vente.

## Vestiges

### L'ensemble architectural actuel
L'abbaye (vestiges de l'église abbatiale et des bâtiments conventuels ; portail Nord ; portail Sud ; bâtiment des hôtes : façades, toitures et salle voûtée ; bâtiments des XVIIe et XVIIIe siècles de la ferme disposés autour d'une cour et corps de logis : façades et toitures ; façades et toitures des anciennes granges, des anciennes remises à voitures, d'un pavillon du XVIIe siècle, de l'ancienne brasserie et du pigeonnier ; pavillon du XVIIe siècle : façade et toiture de la façade avant ; puits ; mur d'enceinte et sol à l'intérieur) fait l’objet d’une inscription au titre des monuments historiques depuis le 30 octobre 1991.

### Vestiges lapidaires
Le Musée de Picardie d'Amiens conserve des chapiteaux du XIIe siècle, une pierre tombale de Girard Blasset, abbé de Saint-Josse (après 1385) et la tête du gisant d'Henri de Kiéret (seconde moitié du XIVe siècle) provenant de l'abbaye de Dommartin.